# Simon Pegg
Simon Pegg (anglès: Simon Jonathan Pegg)  (Brockworth, 14 de febrer de 1970) és un actor  i guionista anglès, famós per interpretar el personatge de Scotty en la saga de Star Trek. Va guanyar protagonisme al Regne Unit com a co-creador de la Channel 4 sitcom Spaced (1999–2001), dirigida per Edgar Wright. Ell i Wright van coescriure les pel·lícules Shaun of the Dead (2004), Hot Fuzz (2007) i  The World's End (2013), coneguda col·lectivament com la Cornetto dels tres sabors trilogia, tots els quals van veure Wright dirigint i Pegg protagonitzat al costat de Nick Frost. Pegg i Frost també van escriure i protagonitzar la pel·lícula de comèdia de ciència-ficció Paul (2011).
Pegg és un dels pocs intèrprets que ha aconseguit el que Radio Times anomena el "Sant Grial de Nerd-dom", després d'haver interpretat personatges secundaris populars a Doctor Who (2005), Star Trek com a Montgomery "Scotty" Scott (2009–2016), i Star Wars: The Force Awakens (2015). Actualment interpreta Benji Dunn a la sèrie de pel·lícules Mission: Impossible (2006-present). Va proporcionar la veu de Buck a Ice Age: Dawn of the Dinosaurs (2009), Ice Age: Collision Course (2016) i The Ice Age Adventures of Buck Wild (2022).

## Biografia
Simon John Pegg va néixer Simon John Beckingham el 14 de febrer de 1970 a Brockworth, Gloucestershire, el fill de Gillian Rosemary (de soltera Smith), un antic funcionari, i John Henry Beckingham, músic de jazz i venedor de teclats. Els seus pares es van divorciar quan ell tenia set anys, i va agafar el cognom del seu padrastre "Pegg" després que la seva mare es tornés a casar. El seu germà, Mike (que va protagonitzar la pel·lícula del 2020 The Host), encara utilitza Beckingham com a cognom. Va assistir a Castle Hill Primary School, Brockworth Comprehensive Secondary School, i The King's School, Gloucester.
Pegg es va traslladar a Stratford-upon-Avon, Warwickshire quan tenia 16 anys i va estudiar literatura i teatre anglesos al Stratford-upon-Avon College. Es va graduar a la Universitat de Bristol el 1991 amb una llicenciatura en teatre, cinema i televisió, titulant la seva tesi de grau "A  Visió general marxista del cinema popular dels anys setanta i els discursos de l'hegemònica". Mentre allà, va actuar com a membre d'una companyia de comèdia anomenada "David Icke and the Orphans of Jesus", al costat de David Walliams, Dominik Diamond i Jason Bradbury.
| «             | "Quan em vaig llicenciar a la universitat, on vaig estudiar teatre, cinema i televisió, vaig entrar al stand-up perquè la comèdia era una cosa que m'agradava però també perquè m'oferia una certa autonomia que no tindria si estigués assegut i Esperant que sonés el telèfon com a actor Llavors, em vaig dedicar a la comèdia fent stand-up, i això va ser una cosa que em va agradar molt Hi va haver una època en què era més jove on només volia estar al Royal Shakespeare Theatre." | » |
| — Simon Pegg, | |   |

## Filmografia

### Cinema
| Any  | Títol                                                    | Paper                               | Notes                           |
| ---- | -------------------------------------------------------- | ----------------------------------- | ------------------------------- |
| 1998 | Live from the Lighthouse                                 | Robert Jobson                       | Telefilm                        |
| 1999 | Tube Tales                                               | Clerk                               | Segment: "Steal Away"           |
| 1999 | Guest House Paradiso                                     | Mr. Nice                            |                                 |
| 2001 | The Parole Officer                                       | Marit desanimat                     |                                 |
| 2002 | 24 Hour Party People                                     | Paul Morley                         |                                 |
| 2003 | Final Demand                                             | Colin Taylor                        | Telefilm                        |
| 2004 | Sex & Lies                                               | Radio DJ                            | Telefilm                        |
| 2004 | Shaun of the Dead                                        | Shaun Riley                         | Coguionista                     |
| 2005 | Spider-Plant Man                                         | Frank Matters                       | Telefilm                        |
| 2005 | The League of Gentlemen's Apocalypse                     | Peter Cow                           |                                 |
| 2005 | Land of the Dead                                         | Photo Booth Zombie                  | Cameo                           |
| 2006 | Missió: Impossible III (Mission: Impossible III)         | Benji Dunn                          |                                 |
| 2006 | Big Nothing                                              | Gus                                 |                                 |
| 2006 | Free Jimmy                                               | Odd (veu)                           | Guionista de la versió anglesa  |
| 2007 | Grindhouse                                               | Cannibal                            | Segment: "Don't"                |
| 2007 | The Good Night                                           | Paul                                |                                 |
| 2007 | Hot Fuzz                                                 | PC/Sergent/Inspector Nicholas Angel | Coguionista                     |
| 2007 | Run Fatboy Run                                           | Dennis Doyle                        | Coguionista                     |
| 2007 | Diary of the Dead                                        | Newsreader (veu)                    | Cameo                           |
| 2008 | Nova York per a principiants                             | Sidney Young                        |                                 |
| 2009 | Star Trek                                                | Montgomery "Scotty" Scott           |                                 |
| 2009 | Ice Age: Dawn of the Dinosaurs                           | Buck (veu)                          |                                 |
| 2010 | Burke and Hare                                           | William Burke                       |                                 |
| 2010 | The Chronicles of Narnia: The Voyage of the Dawn Treader | Reepicheep (veu)                    |                                 |
| 2011 | Paul                                                     | Graeme Willy                        | Co-guiosnita amb Nick Frost     |
| 2011 | Scrat's Continental Crack-up                             | Buck (veu)                          | Curtmetratge                    |
| 2011 | Les aventures de Tintín: El secret de l'Unicorn          | Thompson                            |                                 |
| 2011 | Mission: Impossible – Ghost Protocol                     | Benji Dunn                          |                                 |
| 2011 | The Death and Return of Superman                         | John Landis                         | Curtmetratge                    |
| 2012 | Room on the Broom                                        | Narrador                            | Telefilm                        |
| 2012 | A Fantastic Fear of Everything                           | Jack                                | Productor executiu              |
| 2013 | Star Trek Into Darkness                                  | Montgomery "Scotty" Scott           |                                 |
| 2013 | The World's End                                          | Gary King                           | Coguionista, productor executiu |
| 2014 | Cuban Fury                                               | Mondeo Driver                       | Cameo                           |
| 2014 | Hector and the Search for Happiness                      | Hector                              |                                 |
| 2014 | Kill Me Three Times                                      | Charlie Wolfe                       |                                 |
| 2014 | The Boxtrolls                                            | Hebert Trubshaw (veu)               |                                 |
| 2015 | Man Up                                                   | Jack                                |                                 |
| 2015 | Mission: Impossible – Rogue Nation                       | Benji Dunn                          |                                 |
| 2015 | Absolutely Anything                                      | Neil Clarke                         |                                 |
| 2015 | Star Wars: The Force Awakens                             |                                     |                                 |
| 2016 | Star Trek Beyond                                         | Montgomery "Scotty" Scott           |                                 |